# Trematocara
Genre
Trematocara est un genre de poissons Perciformes  qui appartient à la famille des Cichlidae.

## Liste des espèces
Selon FishBase (26 janv. 2017) :
- Trematocara caparti Poll, 1948
- Trematocara kufferathi Poll, 1948
- Trematocara macrostoma Poll, 1952
- Trematocara marginatum Boulenger, 1899
- Trematocara nigrifrons Boulenger, 1906
- Trematocara stigmaticum Poll, 1943
- Trematocara unimaculatum Boulenger, 1901
- Trematocara variabile Poll, 1952
- Trematocara zebra De Vos, Nshombo & Thys van den Audenaerde, 1996